# Dietrich Meister
Dietrich Meister (* 18. Juli 1927 in Reinfeld, Pommern; † 28. Mai 2014) war ein hessischer Politiker (CDU) und Abgeordneter des Hessischen Landtags.

## Ausbildung und Beruf
Dietrich Meister besuchte bis zu seinem 16. Lebensjahr die Rudolf-Virchow-Oberschule in Schivelbein, bevor er 1943 zum Kriegsdienst eingezogen wurde. Am 31. März 1944 beantragte er die Aufnahme in die NSDAP und wurde zum 20. April desselben Jahres aufgenommen (Mitgliedsnummer 10.029.373). Nach der Entlassung aus der sowjetischen Kriegsgefangenschaft 1945 floh Meister nach Hessen und arbeitete als Former, Gießer und Kraftfahrer, bevor er 1952 in die Bundeszollverwaltung (Zollgrenzdienst) eintrat.
Meister war verheiratet und hatte zwei Söhne.

## Politik
Seit 1961 ist Meister Mitglied der CDU und war CDU-Kreisvorsitzender (1963–1994) des Kreises Eschwege bzw. Werra-Meißner sowie stellvertretender Vorsitzender der CDU Nordhessen, seit 1994 Ehrenvorsitzender des CDU-Kreisverbandes Werra-Meißner.
1964–1997 war er Kreistagsabgeordneter, während dieser Zeit für zehn Jahre Fraktionsvorsitzender und weitere zehn Jahre stellvertretender Kreistagsvorsitzender.
Dietrich Meister war Abgeordneter im Hessischen Landtag über sechs Wahlperioden in der Zeit vom 1. Dezember 1970 bis 4. April 1991, 1987–1991 Vorsitzender des Unterausschusses Justizvollzug.
1974, 1979, 1984 und 1989 war Meister Mitglied der Bundesversammlung.

## Ehrungen
Dietrich Meister ist Träger des Großen Bundesverdienstkreuzes und Ehrenmitglied im Bund der Strafvollzugsbediensteten Deutschlands e.V. (Landesverband Hessen).